# Maaretta Jaukkuri
Maaretta Jaukkuri, född 1944 i Rovaniemi i Finland, är en finländsk kurator och professor i samtidskonst.
Maaretta Jaukkuri utbildade sig i engelska och konsthistoria 1964–1970 på Helsingfors universitet, där hon tog en magisterexamen. Åren 1970−83, var hon kurator och informatör på Konstnärsgillet i Finland och 1983–1989 chef för utställningsverksamheten på Nordiskt Konstcentrum på Sveaborg i Helsingfors. Hon var chefskurator på Kiasma i Helsingfors 1990–2097, och därefter konstnärlig ledare för Kunstnerernes Hus i Oslo 2007–2011.  
Hon blev 2004 också professor i samtidskonst vid fakulteten för arkitektur och bildkonst på Kunstakademiet i Trondheim/NTNU i Trondheim.
På 1990-talet var hon en av de drivande krafterna bakom, och kurator för, projektet Skulpturlandskap Nordland i Norge.

## The Place
Maretta Jaukkuri är en av grundarna till den 2014 bildade stiftelsen Maaretta Jaukkuri Foundation. Stiftelsen fick en tomt av Anne Katrine Dolven i byn Kvalnes (68°20′29″N 13°58′33″Ö / 68.34139°N 13.97583°Ö) i Vestvågøy kommun på Lofoten i Norge och byggde där 2017–2018, med finansiering delvis av konstnärsdonerad konst, konstgården The Place. Huset ritades av den finländske arkitekten Aslak Liimatainen (född 1965).